# Pilumnoides perlatus
Pilumnoides perlatus is een krabbensoort uit de familie van de Pilumnoididae. De wetenschappelijke naam van de soort is voor het eerst geldig gepubliceerd in 1836 door Eduard Friedrich Poeppig.
Volgens Poeppig was het een zeldzame soort aan de kust van Chili. Hij had ze ontdekt nabij Talcahuano (Chili).